# Rokitnik (roślina)
Rokitnik (Hippophaë L.) – rodzaj roślin z rodziny oliwnikowatych. Podział taksonomiczny rodzaju nie jest jednoznacznie ustalony. Długi czas wyróżniano tu tylko jeden gatunek z dwoma podgatunkami, ew. dwa gatunki.  Od początków XXI wieku zyskuje na znaczeniu podział rodzaju na 7 gatunków. Rośliny te występują na obszarze od północno-zachodniej Europy po wschodnią Azję, z centrum zróżnicowania w rejonie Tybetu i prowincji Qinghai (w Chinach występują wszystkie gatunki tego rodzaju, przy czym 4 są endemitami tego kraju). W polskiej florze jedynym przedstawicielem jest rokitnik zwyczajny.
Rokitnik zwyczajny uprawiany jest dla jadalnych owoców i w celu ochrony gleb przed erozją, zwłaszcza na terenach piaszczystych i poprzemysłowych. Jest od dawna wykorzystywany w medycynie tradycyjnej i ludowej w Azji, zwłaszcza w Mongolii i Tybecie.

## Morfologia
PokrójKrzewy, rzadziej drzewa liściaste osiągające do kilkunastu m wysokości, z ciernisto zakończonymi rozgałęzieniami, często tworzące odrosty korzeniowe.
LiścieSkrętoległe, sezonowe. Blaszka liściowa całobrzega, kształtu równowąskiego do lancetowatego, osadzona na ogonku, czasem bardzo krótkim.
KwiatyJednopłciowe, skupione u nasady bocznych rozgałęzień, rozwijają się przed liśćmi lub wraz z nimi. Kwiaty męskie zawierające po 4 pręciki skupione są w kotkowate kwiatostany. Mają kielich złożony z dwóch wolnych, błoniastych listków. Kwiaty żeńskie w krótkich gronach mają kielich zrośnięty, dwudzielny. Zalążnia jest górna, powstaje z jednego owocolistka i zawiera pojedynczy zalążek.
OwoceNiełupki otoczone przez zmięśniałe, pomarańczowej barwy hypancjum, owalne lub elipsoidalne, czasem podłużnie żeberkowane. Nasiono otoczone jest pergaminowym endokarpem, często silnie do niego przyrośniętym.

## Systematyka
Pozycja systematyczna według APweb (aktualizowany system APG IV z 2016)
Rodzaj należący do rodziny oliwnikowatych (Elaeagnaceae Juss.), kladu kladu różowych w obrębie okrytonasiennych.
Gatunki
- Hippophaë rhamnoides L. – rokitnik zwyczajny
- Hippophae goniocarpa Y.S. Lian, et al.
- Hippophae gyantsensis (Rousi) Y.S. Lian
- Hippophae litangensis Y.S. Lian & X.L. Chen ex Swenson & Bartish
- Hippophae neurocarpa S.W. Liu & T.N. He
- Hippophae salicifolia D.Don
- Hippophae tibetana Schltdl.